# Линбрук (Њујорк)
Линбрук (енгл. Lynbrook) град је у америчкој савезној држави Њујорк.

## Демографија
По попису из 2010. године број становника је 19.427, што је 484 (-2,4%) становника мање него 2000. године.
| Група             | 2000.          | 2010.          |
| Белци             | 17.285 (86,8%) | 15.090 (77,7%) |
| Афроамериканци    | 183 (0,9%)     | 717 (3,7%)     |
| Азијати           | 596 (3,0%)     | 872 (4,5%)     |
| Хиспаноамериканци | 1.648 (8,3%)   | 2.534 (13,0%)  |
| Укупно            | 19.911         | 19.427         |